# Placerias hesternus
Placerias hesternus és una espècie extinta de dicinodont de la família dels stahleckèrids que visqué durant els estatges Carnià i el Norià, fa aproximadament 210.240 milions d'anys, en el període Triàsic. Es tracta de l'única espècie reconeguda del gènere Placerias.

## Documentals
Placerias  apareix en el primer capítol (New Blood) de la sèrie documental  Caminant entre dinosaures convivint amb Postosuchus i Coelophysis, en la qual se'l representa com un dels últims supervivents d'un llinatge antic de rèptils, abocats a l'extinció per l'auge de formes més modernes i eficients, els dinosaures.